# NGC 6137
NGC 6137 este o brightest cluster galaxy⁠(d) situată în constelația Coroana Boreală. A fost descoperită în 17 martie 1787 de către William Herschel. Se află la o distanță de 133,4 de megaparseci de Pământ.